# Serug
Serug (en hebreo: שְׂרוּג, Śərūḡ, "rama") era el hijo de Reu, padre de Najor, abuelo de Taré y bisabuelo de Abraham. 
En el texto masorético en el que se basan en las Biblias modernas, tenía 30 años cuando engendró a Najor y murió 200 años después del nacimiento de Najor, dándole su edad final, 230 años. Los textos de la Septuaginta (LXX) y del Pentateuco samaritano afirman que tenía 130 años cuando fue padre de Najor, también afirman que murió 100 años después, a la edad de 230 años, mientras que en el LXX tiene 200 años, lo que vivió 330 años de edad.
Se llama Saruch en la versión griega de Lucas 3: 35.
Más detalles se proporcionan en el Libro de los Jubileos, donde se dan los nombres de su madre, Ora (11: 1) y su esposa Milcah  (11: 6). También afirma que su nombre original era Seroh, pero que se cambió a Serug en el momento en que los hijos de Noah comenzaron a hacer guerras, y se construyó la ciudad de Ur Kaśdim, donde vivió Serug. Dice que este Serug fue el primero de la línea patriarcal en abandonar el monoteísmo y recurrir a la adoración de ídolos, enseñando hechicería a su hijo Najor.
- Datos: Q1161313